# Działa (automaty komórkowe)

Glider Gun Billa Gospera

W dziedzinie automatów komórkowych działo (gun) jest strukturą, która co pewien określony czas "wystrzeliwuje" pojedynczy statek, który następnie odłącza się i "żyje" samodzielnie.
Pierwszy gun został stworzony przez Billa Gospera z Uniwersytetu Berkeley. Była to niejako odpowiedź na sformułowany przez Johna Conwaya problem dotyczący istnienia takich struktur gry w życie, których populacja mogłaby rosnąć w nieskończoność.

## Przykłady

Animacja pokazująca działanie Gosper Glider Gun

W Grze w życie odkryto stosunkowo dużo struktur o takim zachowaniu. Najbardziej znany jest wspomniany Gosper Glider Gun, który co 30 kroków emituje glidera (szybowca).

Gosper Glider Gun